# 森周峰
森 周峰（もり しゅうほう、元文3年〈1738年〉 - 文政6年6月22日〈1823年7月29日〉）とは、江戸時代後期の大坂の絵師。江戸後期の大坂画壇で活躍した森派の絵師の一人。

## 来歴
吉村周山及び月岡雪鼎の門人。大坂の人。姓は森、名は貴信。俗称は林蔵。周峰（峯）、杜文泰、鐘秀斎と号す。森如閑斎の次男であり、森陽信の弟、森狙仙の兄であった。
舟町、梶木町、江戸堀二丁目などに住んでいた。幼い頃から父・如閑斎から手解きを受けたと思われるが、次いで吉村周山に絵を学ぶ。周山は狩野派の絵師で、大岡春卜と並び大阪画壇の狩野派の中心人物であった。後に雪鼎の門人となっとされる。作画期は安永（1772年-1781年）から文化（1804年-1818年）で、文人画が隆盛していた大阪において、写生画派の名声を高くしている。安永4年（1775年）刊行の『浪華郷友録』の中に、当時38歳の周峰の名前が初出する。二年後の『難波丸綱目』では唐絵師の項目に記され、絵師の項目を見ると「梶木町法橋周峯」とあり、この少し前に法橋に叙されたと推測できる。また、安永8年（1779年）から木村蒹葭堂と彼の没年まで交流し、当時の大阪文化人グループの中で活躍したことが窺える。
安永9年（1780年）刊行の狂歌本『狂歌両節東街道』（一本亭芙蓉花編）には、桂宗信とともに挿絵を描いている。また天明2年（1782年）には兵庫の高砂神社に絵馬「関羽図」を奉納し、寛政2年（1790年）には京都の八坂神社の絵馬「力士図」、仙洞御所の杉戸絵「松孔雀図」、「猿図」を描いている。享和2年（1802年）、法眼に叙せられた。文化7年（1810年）に行われた長沢芦雪追慕展覧会に、「候先生図」という作品を出品している。86歳で死去。墓は、森家の菩提寺である大阪市北区兎我野町の西福寺。
現存する森派の合作作品を調べると、その殆どに周峰が揮毫しており、森派で法橋・法眼に任じられたのは周峰だけであることから、森派のリーダー的存在だった事がわかる。猿の絵に専心した弟狙仙とは対照的に、画風は甘美で画域は広く構図も全体的によくまとまっている。
周峰の子の森徹山は狙仙の養子となり、後に円山応瑞と縁組している。自らは狙仙の子の森雄仙を跡取りとしたが、この雄仙は画才に優れなかったらしく、作品は特に知られていない。他の弟子に柳川藩御用絵師となった北島勝永など。

## 代表作
| 作品名                  | 技法             | 形状・員数 | 形状・員数         | 所有者               | 年代               | 落款・印章                                                                | 備考                                         |
| ----------------------- | ---------------- | ---------- | ------------------ | -------------------- | ------------------ | ------------------------------------------------------------------------- | -------------------------------------------- |
| 山水図襖                | 紙本墨画         | 襖4面      |                    | 和歌山・高野山赤松院 |                    |                                                                           |                                              |
| 孔雀図屏風              | 紙本金地著色     | 六曲一双   |                    | 香川・円明院         |                    |                                                                           |                                              |
| 関羽図                  | 板絵著色         | 絵馬一面   |                    | 兵庫・高砂神社       | 天明2年（1782年）  |                                                                           |                                              |
| 牧場図屏風              | 紙本墨画         | 四曲一隻   | 136.1x266.4        | 大英博物館           |                    | 款記「法橋周峯貴信筆」                                                    |                                              |
| Landscape with Pavilion | 紙本金地著色     | 六曲一隻   | 158x358            | メトロポリタン美術館 | 19世紀初期         |                                                                           |                                              |
| 棋書図屏風              | 紙本著色         | 六曲一隻   | 136.7x（記載なし） | 渡辺美術館           | 1809年（文化6年）  | 款記「法眼周峯行年七十二歳筆」/「周峯外史」朱文円印・「貴信之印」白文方印 | 本来は琴棋書画図を描いた六曲一双屏風の左隻。 |
| 甲冑飾図                | 絹本墨画一部著色 | 1幅        | 101.9x34.7         | 渡辺美術館           | 1816年（文化13年） | 款記「法眼周峯行年七十九翁筆」/「法眼貴信」朱文方印                       |                                              |
| 東方朔図                | 紙本著色         | 1幅        | 101.5x27.0         | パリ国立高等美術学校 | 1816年（文化13年） | 款記「法眼周峯七十九翁筆」/朱文方印                                       | エマニュエル・トロンコワ旧蔵                 |